# 松村外次郎
松村 外次郎（まつむら そとじろう、1901年〈明治34年〉9月17日 - 1990年〈平成2年〉6月20日）は、大正時代から平成時代にかけての彫刻家。元二紀会副理事長、同会名誉会員。

## 経歴
富山県東礪波郡青島村（現在の砺波市庄川町青島）に生まれる。富山県立工芸高校（現・富山県立高岡工芸高等学校）卒業後、上京して吉田白嶺の内弟子となる。1923年、第10回院展に「女」で初入選。翌年、東京美術学校彫刻科に入学。在学中から二科展に出品。1927年第14回二科展より1930年第17回二科展まで連続入選、東京美術学校卒業後は1931年より約2年間パリへ留学。
帰国後1936年に二科会会員として迎えられるが1944年退会。1951年、二紀会の彫刻部設立に尽力、二紀会委員となり、1967年に同会副理事長に就任、1976年同会名誉会員となる。
1990年6月20日、心不全のため東京医科大学病院で死去。
1989年、郷土の庄川町に「庄川町立松村外次郎記念美術館（現 松村外次郎記念庄川美術館）」が設立される。